# Кріс Кляйн
Фредерік Крістофер Кляйн (англ. Frederick Christopher Klein; нар. 14 липня 1979) — американський актор.

## Ранні роки
Кріс народився в місті Гінсдейл (штат Іллінойс). Його мати Тереза (до шлюбу Берген) працювала вихователькою в дитячому саду, а батько Фред Кляйн є інженером. Кляйн був другим з трьох дітей в сім'ї. У нього є старша сестра Деббі (1978 р.н.) і молодший брат, який народився в 1982 році. Коли Крісу було 13 років, його сім'я переїхала в Омаху, штат Небраска. Першим фільмом, в якому знявся Кляйн, був фільм «Вискочка» режисера Александера Пейна. Він навчався в Техаському християнському університеті в місті Форт-Уерт, штат Техас.

## Кар'єра
Після прослуховування на роль Пола Мецлера у фільмі «Вискочка» Пейн вибрав Кляйна. У квітні 1999 року фільм був випущений і отримав позитивні відгуки. Незабаром після того Кляйн зайняв стійке становище в кіноіндустрії. Він знімався в головній ролі у фільмі «Американський пиріг», який вийшов на екрани 9 липня 1999 року і мав касовий успіх. Кляйн також знявся у фільмі «Американський пиріг 2» і «Американський пиріг: Знову разом». У 2002 році Кляйн знімався в фільмі про війну у В'єтнамі «Ми були солдатами» разом з Мелом Гібсоном. У 2002 році Клеяйн також знімався в рімейку фільму «Роллербол», але фільм був підданий масової критиці. Кляйн також з'явився в декількох підліткових фільмах, в тому числі у фільмі «Просто друзі» (2005), і брав участь в озвучці мультсеріалу «Американський тато!» (2006). У 2018 році знявся в п'ятому сезоні серіалу «Флеш», виконавши роль головного антагоніста сезону на ім'я Цикада.

## Особисте життя
У 2002 році Кляйн почав зустрічатися з акторкою Кеті Голмс. У грудні 2003 року пара побралася, проте розлучилася в березні 2005 року.
У серпні 2015 року, після чотирьох років стосунків, Кляйн одружився з турагенткою Лейною Роуз Тайфолт.
Кляйн був заарештований за водіння в нетверезому стані 5 лютого 2005 року в Сан-Дієго. Кляйн був знову заарештований в Лос-Анджелесі, штат Каліфорнія 16 червня 2010 за водіння в нетверезому стані. 21 червня 2010 року він оголосив, що зареєструвався в Cirque Lodge, щоб почати 30-денну програму позбавлення від алкогольної залежності.

## Фільмографія
| Рік       |   | Українська назва                    | Оригінальна назва                     | Роль                      |
| --------- | - | ----------------------------------- | ------------------------------------- | ------------------------- |
| 1999      | ф | Вискочка                            | Election                              | Пол Метцлер               |
| 1999      | ф | Американський пиріг                 | American Pie                          | Оз                        |
| 2000      | ф | Тут на землі                        | Here on Earth                         | Келлі                     |
| 2001      | ф | Скажи, що це не так                 | Say It Is not So                      | Гілберт Нобл              |
| 2001      | ф | Американський пиріг 2               | American Pie 2                        | Оз                        |
| 2002      | ф | Ролербол                            | Rollerball                            | Джонатан Крос             |
| 2002      | ф | Ми були солдатами                   | We Were Soldiers                      | 2-й лейтенант Джек Гейган |
| 2003      | ф | Сполучені штати Ліланда             | The United States of Leland           | Аллен Харріс              |
| 2005      | ф | Американський тато!                 | American Dad!                         | Гарі / Рік, озвучка       |
| 2005      | ф | Довгий уїкенд                       | The Long Weekend                      | Купер                     |
| 2005      | ф | Просто друзі                        | Just Friends                          | Дасті Дінклеман           |
| 2006      | ф | Американська мрія                   | American Dreamz                       | Вільям Вільямс            |
| 2006      | ф | 1 миля до Ленекса                   | Lenexa, 1 Mile                        | Енді Лусье                |
| 2007      | ф | Гарне життя                         | The Good Life                         | Тед Токаш                 |
| 2007      | ф | Долина світла                       | The Valley of Light                   | Ноа                       |
| 2007      | ф | День Зеро                           | Day Zero                              | Ріфкін                    |
| 2007      | ф | Нью-йоркська серенада               | New York City Serenade                | Рей                       |
| 2008      | ф | Хенк і Майк                         | Hank and Mike                         | Конрад Хабрісс            |
| 2008      | с | Ласкаво просимо в «Капітана»        | Welcome to the Captain                | Марті Таннер              |
| 2009      | ф | Вуличний боєць: Легенда про Чунь-Лі | Street Fighter: The Legend of Chun-Li | Чарлі Неш                 |
| 2009      | ф | Шість дружин Генрі Лефея            | The Six Wives of Henry Lefay          | Стіві                     |
| 2010      | ф | Під перехресним вогнем              | Caught in the Crossfire               | Бріггс                    |
| 2010      | с | Вілфред                             | Wilfred                               | Дрю                       |
| 2010      | с | Хороші хлопці                       | The Good Guys                         | Джордж Дженкінс           |
| 2012      | ф | Американський пиріг: Знову разом    | American Reunion                      | Оз                        |
| 2012      | ф | Оселя зла: Відплата                 | Resident Evil: Retribution            | H.U.N.K.                  |
| 2013      | ф | Сем                                 | Sam                                   | Док                       |
| 2018—2019 | с | Флеш                                | The Flash                             | Орлін Дваєр / Цикада      |
| 2020      | с | Солодкі магнолії                    | Sweet Magnolias                       | Білл Таунсенд             |
| 2025      | ф | Вулиця страху: Королева краси       | Fear Street: Prom Queen               | Ден Фальконер             |